# Prunus conradinae
Prunus conradinae är en rosväxtart som beskrevs av Emil Bernhard Koehne. Prunus conradinae ingår i släktet prunusar, och familjen rosväxter.

## Underarter
Arten delas in i följande underarter:
- P. c. pilosula
- P. c. abbreviata
- P. c. trichogynae
- P. c. semiplena